# Inondations de 2022 dans le Qinghai
 (août 2023).
Les inondations de 2022 dans le Qinghai se produisent en août 2022. Des crues soudaines frappent le comté autonome de Datong Hui et Tu.

## Description et bilan
Au moins 16 personnes sont tuées et 36 autres sont portées disparues dans la province du Qinghai. Selon CCTV News, une soudaine tempête de pluie a déclenché un glissement de terrain qui a détourné une rivière.